# Логор Јасеновац
Логор Јасеновац, као систем логора под командом из логора Јасеновац, био је највећи концентрациони и логор смрти на простору Краљевине Југославије за време окупације у Другом светском рату. Логор је формирала Независна Држава Хрватска, источно од истоименог градића, у августу 1941. године, а уништиле су га усташе у априлу 1945. године да би сакрили и умањили злочин који су починили. Државна администрација Хрватске назвала га је „Сабирни и радни логор Јасеновац”, али то је био логор смрти, место за мучење и убијање првенствено Срба, Рома и Јевреја (свих узраста, полова, старосних доби, социјалних, образовних и других профила), а у то мучилиште су довођени и сви други који су подржавали Србе, Роме, Јевреје, комунисте, партизане, или су просто били људска бића и „нису одговарала” тадашњим вођама усташке Хрватске. Систем логора Јасеновац је био злогласан по варварским методама и великом броју жртава. Логор Јасеновац је био први систематски изграђивани логорски комплекс на територији Независне Државе Хрватске, једини који је непрекидно деловао све до краја њеног постојања, највећи по простору који је заузимао, по броју логораша који су кроз њега прошли и по броју жртава које су у њему страдале. У њега су се упућивали не само мушкарци, него и жене и деца.
Систем концентрационих логора Јасеновац је у егзилу осмислио Вјекослав Лубурић, који је био и његов први командант.

Проф. др Гидеон Грајф, историчар специјализован за Холокауст, аутор изузетно значајне монографије „Јасеновац — Аушвиц Балкана — Усташка империја окрутности” каже:
„Јасеновац је далеко бруталнији од Аушвица.”
Логор је грађен од средине августа 1941. до пролећа 1944. године. Већи део логора се налазио у Јасеновцу, око 100 km југоисточно од Загреба. Логори I и II били су у селима Брочици и Крапју, али су брзо расформирани због честих поплава. Затвореници су пребачени у логор Циглана (Јасеновац III), који је био највећи логор и укључивао је крематоријум. У Доњој Градини с друге стране реке Саве вршена су погубљења. Логор за децу био је у Сиску и у Јастребарском, а женски логор у Старој Градишки југоисточно од Јасеновца, мада је жена и деце било и у Јасеновцу. У Јасеновцу је Независна Држава Хрватска извршила геноцид над Србима, Јеврејима и Ромима. У њему је страдао и одређен број Хрвата и Муслимана. То су били антифашисти, комунисти и симпатизери и помагачи Србима. Овај јединствени комплекс логора, уређен по узору на концентрационе логоре Нацистичке Немачке, службеног имена „Усташка одбрана, Заповједништво сабирних логора Јасеновац”, био је под заповедништвом Усташке надзорне службе (УНС) односно њеног Уреда III Усташке одбране чија је функција била оснивање, организација, управа и осигурање логора. Уз централни логор III Циглана, поступно су током 1942. формирани и други делови логора: радна група Кожара — основана 1942. године у самом мјесту Јасеновац; логор Стара Градишка — други по величини логор, смјештен унутар објекта бивше казнионице; логорске економије Млака, Јабланац, Гређани, Бистрица и Феричанци.
Тачан број жртава у системима логора Јасеновац није никада утврђен. Спомен парк Јасеновац је до 2012. саставио непотпуни поименични списак око 83.000 жртава, док су истраживачи Музеја жртава геноцида до сада саставили непотпуни поименични списак од око 88.000 жртава. Насупрот непотпуним бројевима пописаних убијених лица, раније су прављене званичне, али грубе процене о стотинама хиљада убијених. Једна таква процена о око 700.000 убијених на подручју под командом из логора Јасеновац стоји у Спомен подручју Доња Градина (Република Српска).
Део усташке емиграције по завршетку рата је спречен операцијом Гвардијан, у којој су неки од заповедника логора Љубо Милош и Анте Врбан, као и поједини припадници Усташкe војницe заробљени и погубљени. Заповедници Ивица Матковић и Мирослав Филиповић погубљени у другим процесима недуго након рата, док је Вјекослав Лубурић убијен у емиграцији 20 година касније под неразјашњеним околностима.
Данас, Србија обележава 22. априла државни празник посвећен жртвама геноцида и фашизма, Црна Гора и Република Српска су прогласили своје дане сећања, док Хрватска одржава званичну комеморацију на Спомен-подручју Јасеновац. Српска православна црква је канонизовала жртве геноцида и за светитеље су проглашени Свети српски новомученици јасеновачки.

## Изглед и положај логора
Концентрациони логор Јасеновац сачињавало је неколико логора основаних у кратким временским периодима, на већој или мањој удаљености од самога места Јасеновац. Усташе су читаво његово становништво побили или га преселили, а у само место сместили сталан усташки гарнизон.
Сам логор је био систем од 5 главних и неколико мањих логора и губилишта који су покривали укупно око 210 km² близу ушћа Уне у Саву.
Кампови су били:
- Камп I Брочице
- Камп II Крапје
- Камп III Циглана
- Камп IV Кожара
- Камп V Стара Градишка

Додатна блиска подручја са губилиштима су била: Градина, Јабланац, Уштице, Млака, Дубица (кречана), и Граник (на реци Сави).

## Функционисање логора

### Оснивање комплекса логора
Један од облик организованог терора НДХ, која је проглашена у Загребу 10.4.1941. године били су логори. Први логор основан на територији НДХ 15.4.1941. године био је Логор Даница код Копривнице, а логор Јадовно је био први логор које су усташе користиле за масовна убијања. Већ од 11.4.1941. године Срби су затварани на подручју Госпића, а од маја 1941. године одатле су вођени на северозапад око 22 километра до логора смрти Јадовно на планини Велебит и ту су масовно убијани до око 20. августа 1941. године, када су то подручје преузели Италијани, али власти НДХ приступиле су изградњи нових логора смрти на подручју Јасеновца.
Припремни радови за оснивање новог логора смрти на подручју Јасеновца започели су најкасније 24. јула 1941. када је Равнатељство мелиорационих и регулаторних радова наручило дрво „за градњу дрвених барака у Јасеновцу“. Власти НДХ су планирале да затворенике поред убијања користе и рад за на одводњавању Лоњског поља и градњу насипа дуж пруге Јасеновац-Новска. Као локација логора спомиње се место Јасеновац и неколико километара северније на пољани поред села Брочице је настао логор познат и као "Јасеновац логор број 2" између 15. и 21. августа 1941, а први затвореници у доведени су 20-21. августа ту са задатком и да направе бараке у логору. Ти први допремљени заточеници били су мушкарци, Срби и Јевреји које усташе нису стигли ликвидирати након затварања комплекса усташких концентрационих логора Госпић—Јадовно—Паг. Први заповједник логора Брочице био је усташки поручник Иван Рако, а подручје логора Крапје осигуравала је 22. сатнија Усташке војнице. На ливадама код села Крапје од око 20. августа због довођења заточеника усташе су приступили изградњи новог логора који је познат и као "Јасеновац логор број 1", а који је био око 12 километара западно од Јасеновца између река Саве и Велики Струг. Од првих 600 заточеника из Госпића, око 300 људи, углавном Јевреја је упућено у Крапје осам дана по доласку, гдје су спавали на отвореном јер су се бараке тек градиле. Осим логораша са Пага и из Госпића, у нови логор су почели доводити други заточеници. Први заповједник логора Крапје био је поручник Анте Марић, а чували су га припадници постројбе 14. и 17. сатније Усташке војнице. Најранији пронађени документ у ком се помиње логор Јасеновац датиран је на 11. септембар у писму Диде Кватерника Главном стожеру домобранства у ком даје инструкције да се око 50 ухваћених особа из Бијељине отпреми у овај логор. До октобра 1941. логори Брочице и Крапје били су углавном самостални, а привремено заповједништво је у мјесту Јасеновац је водило бригу само око прехране талаца. Привремено заповједништво је било директно подређено Уреду III Усташке надзорне службе у Загребу, чији је руководилац до децембра 1942. био Вјекослав Лубурић. Први заповједник система логора Јасеновац од октобра 1941. био је Лубурићев замјеник Ивица Матковић. Од октобра 1941. до прољећа 1942. заповједник сабирног логора био је Ивица Бркљачић, Љубо Милош је био заповједник радне службе у логору Циглана, а заповједник логора Јосо Матијевић.
Према попису из 1931. године било је 5.545 становника у општини Јасеновац, од тога 2.591 (или 47%) били су православци (Срби), које су усташе протерале или побиле, а у Јасеновац су поставили стални гарнизон са 1,500 до 2.000 усташа. На истоку насеља одузели су („конфисковали“) земљу са индустријским комплексом (циглана, 
пилана, фабрика ланаца и мала електрана) од српске породице Бачић у октобру 1941. године, а на том поседу изградили су главни логор Јасеновац, који је познат као Логор број III, или Циглана, у октобру и новембру 1941. године. Затвореници из логора Брочице и Крапје, поред рада на логорима у којим су боравили, радили су на изградњи насипа уз реку Струг, а затим на постављању жице и дрвених стражарских кула око будућег главног логора Јасеновац и изградњи првих примитивних барака и насипа уз Саву за заштиту логора од поплава. Јесење кише и честе поплаве реке Велики Струг онемогућавале су боравак у логорима Крапје и Брочице, али приликом пресељења усташа у Логор број 3, средином новембра 1941. године, усташе нису повеле већину затвореника, него су њих највећим делом побили.. Циглана је од раније била жељезничком пругом спојена на пругу Загреб-Сисак-Новска. Пресељењем логора између 14. и 16. новембра и оснивању новога логора III лично је заповиједао Вјекослав Лубурић, који је у септембру посјетио немачки логор Захсенхаузен и тамо стекао увид у његову организацију. Заточеници су по залеђеном терену морали сами преносити своје бараке, а изнемогле особе су убијане, бацане у Саву или остављане на ливади. Тиме је Јасеновац добио своју праву физиономију, поставши највећи концентрациони и ликвидациони логор и мучилиште свих непоћудних особа, које је режим хапсио и убијао без разлике на њихову националност, што је исказано у »Законској одредби о упућивању непоћудних и погибељних особа на присилни боравак у сабирне и радне логоре од 25. новембра 1941.
Уз овај највећи, а по својој функцији централни, поступно су формирани и други делови логора. Радна група Кожара основана је крајем јануара 1942. године на западу насеља Јасеновац, као мањи Логор број 4. Заточеници су овде били углавном Јевреји обучени за производњу и прераду коже. Ово је била једна од ретких група која није била изложена честим и масовним ликвидацијама.
Крајем децембра 1941. и почетком јануара 1942. вођено је неколико борби између усташа и партизана на десној обали Саве, у областима села Доња Градина, Горња Градина и Драксенић. Почетком 1942. године усташе  су дотерале у логор Циглана српско становништво села Градине, углавном жене, дјецу и старце. Трупе НДХ су у другој половини јануара потиснуле партизане из овог краја, додатно га утврдили и од њега направили главно подручје за убијање затвореника логора Јасеновац.
Скоро истовремено са изградњом ровова и бункера у области Доње Градине, бивша казнионица у Старој Градишки је претворена у логор V Стара Градишка. Како у логору III Циглана све до августа 1944. године није постојао женски логор, женске особе, ако претходно не би биле убијене, биле су упућиване већином у логор Стара Градишка.
Цела група од 5 логора, са неколико економија и подручја погубљења (Доња Градина, Јабланац, Уштица,...) на обе обале реке Саве заједнички се зове логор Јасеновац, исто име се употребљава и за командни Логор број 3 (Циглана).

### Функционисање логора
Постојале су две различите групе затвореника. У првој групи су били затвореници који су имали неку писану одлуку од усташа о слању у логор, а у другој групи били су затвореници које су усташе довеле у логор без икакве писане одлуке. Усташе стражари могли су без одговорности убијати довођене затворенике и већина доведених у логоре Јасеновца убијена, а мањи број је преживео и то говори да су то били логори намењени за убијање (логори смрти). У логор су довођени мушкарци, жене и деца, а заједно број убијених жена и деце (личности млађе од 15 година) изгледа је већи, него број убијених мушкараца (са дечацима који су имали 15 и више година). Смрт је за већину долазила брзо и око ¾ затворених није у логору преживело дуже од 6 месеци. Велики број је доведен у логор, или у неко од села која су сложила за убијања као што је била Доња Градина, и убијен непосредно по довођењу. Апсолутну већину убијених чине мушкарци, жене и деца Срби, на другом месту по броју убијених су Роми, на трећем Јевреји, а Хрвати и остале народности чине мање од 10% убијених. Једноставан и страшан начин за слабљење и убијање затвореника, нарочито деце, било је спречавање затвореника да дођу до хране. Неким усташама убијање није било довољно и покушавали су да то учине на што грубљи начин како би додатно нанели патње жртвама.
Поред убијања, усташе су настојале опљачкати жртве до крајњих граница и нису само узимали од нови затвореника све вредне предмете (новац, злато, накит, боље ципеле и одећу,...), него су и онима које су убили вадили златне зубе.
Почетком 1942. усташе су успоставиле сигурносни појас који се на сјевер простирао све до обронака Псуња, а на југ до Просаре.
Први заточеници у логору III од новембра 1941. спавали су у сушионици цигала, пошто бараке још увек нису биле подигнуте. Касније су током зиме сами заточеници саградили три мале бараке да их заштити од снега и кише. Изградња првих барака је почека тек неколико дана пред посету Међународне комисије. Тада је у само неколико дана и по јако ниским температура подигнуто шест барака које су добиле електричну струју, затим амбуланта и болница, док су старе бараке срушене. Ако би нето посустао у раду или показивао знакове умора одмах је био убијен. Поубијани су и сви тешки болесници. Због поплава бараке су биле подигнуте на стубове висине око 1 m, испод којих је била наслагана цигла. У свакој од барака спавало је преко 200 људи. Излазак из барака ноћу није био дозвољен, па су заточеници вршили нужду у кибле. Заточеници нису носили никакве ознаке које би их означавале као особе које су због неког одређеног разлога лишене слободе, нити су носили кажњеничку одећу или биле обиљежене бројевима. Два дана прије доласка Међународне комисије издвојени су сви логораши који су лоше изгледали, али нису били убијени због немогућности сахрањивања у смрзнутој земљи, па су скривани од Међународне комисије у самом мјесту Јасеновац. Када је 6. фебруара 1942. године у  у разгледање логора дошла „Међународна комисија“, заточеницима су подијељене траке с бројевима: Јеврејима жуте, Србима бијеле или плаве, а Хрватима црвено-бијеле.

### Период најинтензивнијих ликвидација
Неколико хиљада тела убијених затвореника (већином жена и деце), или чак и живих жртви било је спаљено у пећи циглане, која је преправљена у крематоријум према плану Доминика Пићилија, од краја фебруара до маја 1942. године. Често се пише да спаљивање лешева није било довољно успешно, и да је пећ срушена због тога после три мјесеца, али у мају је могло бити свише топло да се спаљују масовно жртве, а убијања ноћу на Гранику, или у Доњој Градини су постала чешћа.
Изузетно хладна и снијежна зима 1941/1942. изазвала је велики поплаве у области Јасеновца. Босански партизани су између 3. и 4. априла прешли Саву и евакуисали село Јабланац, које су усташе касније претворили у јасеновачку економију. Због високих вода партизани нису успјели да евакуишу село Млака. Средином априла 1942. године усташка сатнија из Јасеновца упала је у Млаку и одвјела цјелокупно српско становништво у логор, иако су месец дана раније сви били покатоличени. Жена и дјеца су одведени у логор Стара Градишка, док су мушкарци одвједени у логор Земун, одакле су радно способни мушкарци депортовани у логоре у Њемачкој или Норвешкој.
Један од највише инкриминирајућих усташких докумената у вези с Јасеновцем је окружница у којој генерал Иван Прпић обавештава да логор Јасеновац може примити неограничени број заточеника и наређује да се сви заробљени партизани шаљу у Јасеновац. Тај документ имплицира да је мјесто за нове затворенике добивено убијањем старих и повећањем капацитета логора. Цијела села Млака и Јабланац су маја 1942. претворене у логорске економије на ком су у сезони пољопривредних радова радиле жене заточене у Старој Градишки. После завршетка радова, већина жена је била ту убијена, док је мањи дио враћен у логор.
Наредбом Усташке надзорне службе од 16. маја 1942. године све подручне оружничке станице морали су послати све Роме у Јасеновац. Третман Рома у логори је био посебно окрутан и нехуман. Готово нити један Ром упућен у логор, без обзира на узраст и пол, није изашао из њега жив. Највећи дио Рома био је смјештен је у Уштици, у напуштене куће српских породица које су насилно исељене 8. маја 1942. када је дио становника упућен у јасеновачке логоре, а део је преко логора Земун послат на присилни рад у Њемачку и Норвешку. У Уштици је маја и јуна 1942. образован Цигански логор. Само мали дио Рома је био распоређен у радне групе, а радили су најтеже послове. Радили су као гробари у Градини, гдје су морали скидати и сортирати одјећу са тек убијених жртава.
Љето 1942. био период најинтензивнијих ликвидација логораша. Током јуна у логоре Циглану и Стара Градишка свакодневно су стизало нови велики транспорти из Сријема, Славоније, Босне и осталих крајева НДХ, а кулминација је била у јулу 1942. после битке за Козару када је у логор доведено на десетине хиљада људи, углавном жене, дјеце и стараца. Дио њих је преко Јасеновца послат у друге дијелове НДХ (Славонију, ђаковачки крај, Мославину и Билогору), дио њих је остао у логору, гдје је већина убрзо убијена, док је дио радно способни мушкараца и жена депортован на присилни рад у Њемачку. У јулу 1942. укинут је логор Ђаково, а преостали затвореници одведени у Јасеновац. У Млаци се јула 1942. године налазило 9176 мајки са дјецом.
На подстицај Диане Будисављевић, у јулу 1942. започела је акција спасавања дјеце из логора. Будисављевићева је преко капетана Вермахта добила дозволу за одвођење дјеце из Старе Градишке, Млаке и Јабланца у Загреб. У Загребу су дјеца добила основну негу, али су упркос томе многа дјеца, а нарочито млађа умрла од болести и исцрпљености од боравка у логорима. Из Загреба дјеца су затим су пребацивана у дјечја прихватилишта у Јастребарском, Реци, Горњој Ријеци и Сиску, од којих је прихватилиште у Сиску било прави дјечји логор.. У току августа преко 2000 дјеце је пребачено у логор Сисак. Тек у августу је добијена дозвола да се дјеца могу удомљавати по породицама, а удомљавање је вршено преко Каритаса Загребачке надбискупије. Преко транспортних листа и других извора Будисављевићева и њени сарадници су саставили картотеку од око 12.000 дјеце која је у то вријеме прошла кроз Загреб. Акција Диане Будисаваљевић око спасавања дјеце и слања хране и лијекова дјеци у логорима настављена је до краја рата.
Зид од цигала око логора логораши су почели да граде у јулу 1942.

### Масовно убијање деце
У процесу „прочишћења Хрватске нације“, српска деца била су прва која су убијана, заједно са одраслима, чак и ако су их мајке још увек дојиле. Током четири године, између априла 1941. и маја 1945, више од 73.316 деце убијено је у усташкој НДХ. Најмлађа су била још у колевкама, док су најстарија била око 14 година старости. Током Другог светског рата, једино место у целој Европи где су постојали специјални логори за децу била је Хрватска.
Од децембра 1941. до априла 1945, у комплексу логора Јасеновца, усташе су побиле најмање око 20.000 дечака и девојчица старости до 14 година, а деца српске националност чине од 61% до 63% убијене деце. Били су убијани на најстрашније начине, и умирали су, брже него одрасли, од глади, жеђи, болести и смрзавања. Хиљаде деце је насилно одвојено од мајки и у логорском комплексу Јасеновца остављано да гладује до смрти у двориштима или собама без намештаја, док су плакала и викала за храном и водом.“ Насупрот тој страшној насилној смрти деце стоји опис једног преживелог о изгледу деце када су тек доведена:
Дјеца доведена у Јасеновачки логор 1942. године била су необично здрава и лијепа. Нитко у логору није видио љепше, паметније и здравије дјеце. Помислили бисмо да су их нацисти бирали“.
Усташа Анте Врбан, усташкиња Марија Сломић Буждон и неки други убили су неколико стотина деце отровом у логору Стара Градишка у јулу 1942. која су доведена а Козаре. Крајем лета 1942. у логору Јасеновац (Логор број 3), усташе су покушале да преваспитају више од 400 дечака и девојчица старости од 4 до 14 година и од њих направе мале усташе, али када нису успели одвели су децу у групама од 60 до 80 на Доњу Градину, а тамо усташе Цигани су заклали и закопали мале жртве. Сведок Косина Фрањо је описао: "Када је вешано 35 затвореника а међу њима и једна жена, која је имала у логору четворо мале деце; деца су приликом њеног вешања плакала за њом и хватала се за њену сукњу, али је [Доминик Хинко] Пичили [један од команданата у логору Јасеновац] једну девојчицу од 6 година ударио је ногом [војничком чизмом] тако снажно да је њена лобања пукла."
Понекад усташе су набадале на бајонете мале бебе а Сведок Дуземлић Милан описао је: "Видио сам, како су усташе приликом ликвидирања дјеце у логору бацили једно дијете старо годину дана у зрак, а други усташа њега је дочекао на бајонет."
Усташе би довукли малу децу у Саву, везујући неколико њих у џак и бацајући их у реку. Многа деца (око њих 400) поклана су у Јасеновцу, средином септембра, 1942. Деца су довођена у 15 запрежних кола у циглану и спаљивана. Веома слична судбина задесила је 300 деце која су погубљена у Градини, у октобру 1942. Један од ретких преживелих дечака-логораша, Милан Басташић из Грубишног Поља, описао је свој боравак и спашавање из логора смрти у својој књизи Билогора и Грубишно Поље 1941—1991. текст
У усташком логору Јасеновац је страдало и 19.544 српске дјеце до 12 година старости. Постоје мишљења да је број страдале хрватске и муслиманске дјеце занемарљиво мали. Са друге стране, многа деца, око 12.000 су спашена од усташког погрома, из чега даље Николић закључује да је замисао усташа била да се сва дјеца Козаре, Поткозарја и Крајине побију. Овом броју Николић додаје и „око 15 000 ромске дјеце, са егзактним бројем од 8.000 имена и презимена“, (Ацковић).
У Независној Држави Хрватској, је извршен погром, новијој историји непознат и по броју убијених и по методама, над нехрватским становништвом у Босанској Крајини и Хрватској. Овај погром је виши од геноцида. Ни правна, ни морална терминологија не познају примерену квалификацију за овакву нељудскост. Истина о овом погрому српске, ромске и јеврејске деце није потребна само жртвама већ и хрватској деци, а нарочито у познатим констелацијама српско-хрватских историјских односа.
На дан 9. октобра 1942. године Лубурић Вјекослав звани „Макс“ је на свечаности у Јасеновцу, коју је приредио као прославу годишњице своје крваве владавине у свом говору рекао:
и тако смо вам ми у овој години овдје у Јасеновцу поклали и више људи него османлијско царство за цијело време боравка Турака у Европи.

### Места убијања
Јасеновац је први усташки логор који је функционисао по нацистичком узору. Макс Лубурић, усташки функционер задужен за рад логора је провео неко време у Немачкој, као гост Гестапо-а, почетком октобра 1941. Том приликом је посетио више немачких концентрационих логора, а по повратку у НДХ, спровео је реорганизацију постојећих логора и основао нове, по угледу на логоре у Немачкој.
Јасеновац је по организацији личио на нацистичке логоре, мада су убијања вршена другачије. Као и у нацистичким логорима настојало се искористити радну снагу логораша пре ликвидације. Јасеновац је и подигнут на месту где су се већ налазила занатска и фабричка постројења.
Систем масовних убистава у Јасеновцу установљен је већ у јесен 1941, чим су већи транспорти људи почели да пристижу. Мушкарци, жене и деца стизали су овамо возовима, камионима, коњским запрегама или просто трчећи пред усташама са напереним пушкама. Места масовних погубљења налазила су се по целом јасеновачком логору. Већина је смештена на десној обали Саве од Дубице низводно, а нарочито у селу Градина. Према форензичким истраживањима, преко 300.000 људи побијено је баш ту. Убиства логораша вршила су се такође и у шуми поред логора „Крапје“, близу логора „Версај“ и „Уштица“, на читавој левој обали Саве низводно од Јасеновца до села Јабланац и Млаке. Осим тога, унутар комплекса „Тројке“ постојао је крематоријум, који је у ствари био пећ за печење цигле; усташе су је претвориле у крематоријум, према нацртима Хинка Пићилија, тако да су се у њему могли спаљивати логораши. У кругу логора, осим „Пићилијевих“ пећи, постојала су и друга места где су људи мучени и убијани, а звали су се „лончара“, „граник“, „звонара“, „сабласно језеро“, и тако даље.
У логору „Стара Градишка“, мучења и убијања вршила су се у подрумима старе аустријске тврђаве, у кули те тврђаве и на обалама Саве.
До ког степена је систем убијања био развијен сведочи један допис из главног штаба, послат 27. априла 1942. свим усташким јединицама и институцијама, у коме се каже да „сабирни и радни логор у Јасеновцу може примити неограничен број затвореника.“

### Методи и средства масовног уништења људи у Јасеновцу
Од лета 1941. до пролећа 1945, смрт се појављивала у многобројним облицима. Затворенике и све оне који су завршили у Јасеновцу, усташе су клале посебно обликованим ножевима или су их убијале секирама, маљевима и чекићима; бивали су такође и стрељани или вешани по дрвећу или бандерама. Неки су живи спаљивани у усијаним пећима, кувани у казанима или дављени у реци Сави.
Овде су коришћени најразноврснији облици мучења – металним предметима чупали су нокте на рукама и ногама, људе су ослепљивали забијајући им игле у очи, месо су им кидали а затим солили. Такође су људе живе драли, одсецали им носеве, уши и језике секачима за жицу, и шила им забадали у срце. Ћерке су силовали пред очима мајки, а синове мучили пред очима њихових очева. Просто речено – у концлогорима у Јасеновцу и Старој Градишки усташе су превазишли све оно што чак ни најболеснији ум није могао да замисли и спроведе, по питању бруталности са којом су људи убијани.
Као један од остатака мучења у Јасеновцу остала је тзв. топола ужаса на којој су у огромном броју вешани логораши.
Људи у Јасеновцу више нису ни били људска бића већ објекти подесни за иживљавање сваког усташког хира.
Чак су и нацистички генерали били запањени ужасима Јасеновца. Тако је генерал фон Хорстенау, Хитлеров изасланик у Загребу, записао у свом личном дневнику за 1942. годину да су усташки логори у НДХ били „суштина ужаса“ а Артур Хефнер, официр задужен за транспорт радне снаге у немачки Рајх, написао је за Јасеновац 11. новембра 1942.: „Концепт логора Јасеновац требало би заправо схватати као комплекс од неколико логора, који су удаљени по неколико километара један од другог, а груписани су око самог Јасеновца. Без обзира на јавну пропаганду, ово је један од најстрашнијих логора, који би се могао поредити једино са Дантеовим „Паклом“.“
За разлику од немачких логора у којима је убијање било индустријско, у Јасеновцу је убијање било дивљачко, вршено је углавном ручно, ручним алатима, ножевима, полугама, маљевима, чекићима.

### "Опоравак" у Ђакову
Ударање затвореника по 25 батина био је чест случај и сматрао се лакшом казном. У корбачу којим је усташа тукао затвореника, била је жица, а ударци су били тако јаки да је кожа осуђеног пуцала и крв шибала. Примењен је и специјалан начин мучења, тзв. „опоравак у Ђакову“. Када би се неки од заточеника јавио да жели да иде у логор у Ђаково, усташе би их потовариле у камионе и наредили им да чучну или седну. Затим су их све покрили неком великом цирадом и на сваки камион попели 5-6 наоружаних усташа који би почели „скакати по затвореницима“ газећи их ногама и тукући их кундацима“. То им је био „опоравак у Ђакову“.

## Крај логора
Треће раздобље масовних ликвидација обухвата временски период од септембра 1944. до прољећа 1945. Почетком јесени из логора Стара Градишка свакодневно су стизали транспорти са заточеницима Хрватима. Већина њих је одмах одведена на ликвидацију у Градину. Од почетка 1945. године свакодневно се смањивао број заточеника. Транспорти заточеника који су у то вријеме долазили из Лепоглаве, Сарајева и других мјеста одмах су били упућивани на ликвидацију у Градину или на Граник.
Након савезничких бомбардовања логора у марту и априлу 1945. године, у којима су уништени многи објекти унутар логора, рад заточеника је готово сасвим престао. Од преосталих заточеника образоване су радне групе које су радиле на ископавању и уништавању лешева ранијих жртава. Лубурић је наредио да се ликвидирају сви заточеници, а логор и место Јасеновац до темеља сруши и спали, како би се прикрили сви трагови злочина. Последња група од 700 жена ликвидирана је 21. априла. Истог дана су сви преостали мушки заточеници (на прозивци је било још 1073 логораша) затворени у зидану двоспратницу у источном дијелу логора.
Ноћу 21/22. априла део последњих мушких заточеника одлучио се на покушај пробоја из логора, знајући да ће они бити убијени сутра. Од њих, пробој је преживело 117 заточеника. Око 470 болесних, старих и немоћних логораша није учествовало у пробоју. Вероватно су убијени касније и спаљени заједно са логорским објектима. Исти дан, само неколико сати касније, започео је и пробој заточеника из Кожаре. Од њих 176 спасило их се само 11.
У напуштено место Јасеновац и недалеко од њега разорени логор, 2. односно 3. маја 1945. године, прве су ушле стрељачке чете 1. батаљона 4. српске бригаде 21. српске дивизије Југословенске армије. Батаљону који је ушао у Јасеновац дат је задатак да сачува трагове злочина до доласка државне комисије за утврђивање злочина окупатора.
Први увиђај о затеченом стању у Концентрационом логору Јасеновац III Циглана, у Градини и Уштици, обавила је Окружна комисија за утврђивање злочина окупатора и њихових помагача из Нове Градишке, 11. маја 1945. године. Анкетна комисија Земаљске комисије Хрватске за утврђивање злочина дошла је у Јасеновац 18. маја 1945. Податке о изгледу, организацији рада, свакодневном животу и последњим данима постојања логора, Комисији су дали преживели логораши и учесници пробоја. Месец дана касније, 18. јуна, када се река Сава повукла у своје корито, Земаљска комисија Хрватске обавила је и трећи увиђај.

## Покушаји спашавања логораша
Географски положај логора Јасеновац отежавао је сваку акцију спасавања логораша. Источно и западно од логора налазило се мочварно подручје, док је са југа и сјевера логор био окружен ријекама Савом и Стругом. Ријеком Савом су патролирали бродови речне флотиле, а логор се налазио и близу железничке пруге Београд-Загреб, које су чували бункери и оклопни возови. У самом логору се налазило око 1500 искусних усташа. Евентуални напад на логор би захтевао јаке снаге, којих око Јасеновца није било након битке за Козару.
Тито је из Фоче 31. марта 1942. дао налог Оперативном штаву НОП и ДВ за Босанску да у сарадњи са штабом Хрватске испита могућност напада на логор тако да он сигурно успије. За вријеме трајања Прве бањалучке операције у јесен 1943. партизанске јединице су ослободиле Босанску Градишку, а славонски партизани су били заустављени од јаких усташких снага код села Доњи Варош.

## Неке познатије жртве јасеновачких логора
Међу познатијим преживелима су: Драгоје Лукић, Недељко Недо Зец, Миле Ристић, Милан Басташић, Андрија Хебранг, Влатко Мачек, Фуад Миџић, Никола Николић, Божидар Шварц, Егон Бергер,...
Неки од страдалих у Јасеновцу су: Нада Димић, Вукашин Мандрапа, Берта Бергман, Јово Бећир, Павле Ђуришић, Драгомир Васић – Драгиша, Зија Диздаревић, Смаил-ага Ћемаловић, Миховил Павлек Мишкина, Митар Трифуновић Учо, Маријан Чавић, Мило Бошковић, Милан Шпаљ, Анте Бакотић,...

## Број жртава, ревизије и фалсификовања
Немачки генерали из Другог светског рата давали су веома различите и стога непоуздане податке о броју убијених Срба у НДХ.
Александер Лер је дао 1943. број од 400.000 Срба, Лотар Рендулић — 500.000 православаца (август 1943), Херман Нојбахер — више од 750.000 (1943), Хитлеров генерал Ернст Фик је писао 16. марта 1944. да су усташе убиле 600.000 до 700.000, али није написао да се то односи само на Јасеновац.
Неки преживели из логора Јасеновца изјављивали су да је број убијених близу 1,5 милиона, али због ужаса који су гледали и преживели они су претеривали.
Број жртава логора Јасеновац је до данашњег дана предмет научних и политичких дебата.

### Прва званична процена броја убијених и ревизионо увећање
Број жртава није и неће бити тачно утврђен, јер у ратовима у правилу постоји део убијених за које није могуће одредити место смрти, него само да су убијени, а за један број лица може се одредити само да су „нестала“ у рату. Поред тога убице су уништавале трагове о убиствима и убијеним. То отвара могућност за бесконачне расправе о броју убијених. Логорска архива је два пута уништавана (почетком 1943. и априла 1945. године). Ипак о масовним и окрутним злочинима Независне Државе Хрватске постоји велика документација. Жртве логора били су Срби, Роми и Јевреји, комунисти и антифашисти, који се нису слагали са политиком тадашње Независне Државе Хрватске. У Јасеновцу Хрвати не страдају зато што су Хрвати, нити Муслимани зато што су Муслимани, већ једино као антифашисти, комунисти и помагачи и спасиоци Срба.
Прве званичне процене броја убијених у логорима Јасеновца правила је Земаљска комисија Хрватске, основана 1945, која је објавила извештај 1946. године у коме се износи процена да да су усташе убиле око 500.000 људи у логорима Јасеновац, а основа за извештај су била сведочења неколико десетина преживелих.  Убрзо после првих покушаја пописивања жртава (1964-65) неки су изразили сумње да је процена добро урађена и настало је преиспитивање (ревизија) броја убијених у Јасеновцу које траје до данас. Владимир Дедијер је писао 1973. да има око 200.000 људи убијених у масовним злочинима који су споменути у извештају Земаљске комисије Хрватске. После слично мишљење понавља се после код Александра Логоса.
У каснијим званичним проценама (ревизијама) броја жртава увећан је на око 700.000 лица. На таблама у Доњој Градини испред којих се сваке године одаје пошта страдалима данас стоји да Јасеновац броји укупно 700.000 жртава геноцида, од чега 20.000 деце и 127.000 антифашиста. "У току Рата, као што је познато, усташе су прогониле и поубијале близу милион Срба, а само у логору Јасеновац 600.000 – 700.000." Највећи званично прихватани број жртава бранио је и југословенски историчар и Титов биограф Владимир Дедијер који је процењивао да је у Јасеновцу убијено 700.000 (или до 1,2 милиона?).
Изгледа да је и Центар Симон Визентал у Лос Анђелесу имао процену да је у Јасеновцу убијено око 600.000 Срба, Јевреја, Рома и хрватских антифашиста.

### Неуспешно пописивање жртава и смањене процене
Од 1964-65. покушава се извршити пописивање жртава Другог светског рата у Југославији, укључујући и логоре Јасеновца, али сами пописивачи су проценили да су пописали мање 60% убијених лица у Југославији, или укупно 597.323 лица од очекиваних  „1.016-1.066 hiljada“ убијених. Истовремено за Јасеновац су пописали само око 60.000 убијених (Јасеновац 49.874 лица + Стара Градишка 9.587 лица + Градина код Јасеновца 128 лица), а за „Госпић-Јадовно“ само 1.794 убијена лица  Покушаји су настављени и настало је неколико увећаних спискова убијених у Јасеновцу, али су они већ превазиђени.

Савремена поређења броја пописаних убијених 657.101 лица, и процене укупног броја убијених, од 1.000.000 до 1.706.000 лица, показују да је пописано (до 2022. године) највише око 66%, или само око 39% убијених лица за целу Југославију. 
Једна непотпуна листа састављена у Спомен подручју Јасеновац у Хрватској у марту 2013. године наводи да је најмање 83.145 лица убијено у Јасеновачким логорима, а међу убијенима жене и деца (старости до 14 година) заједно били су бројнији, него мушкарци и дечаци (са 15 и више година).
Непотпуна листа жртава логора Јасеновац из марта 2013.
Непотпуни спискови убијених у логоруима Јасеновца садрже мање од 90.000 жртава.
Поређења броја пописаних и процене броја непописаних лица која су убијена послужили су за ревизије и смањења процене броја убијених и у Јасеновцу. Према једној таквој процени број убијених у Јасеновцу је између 122.279 и 130.120 лица. Поређење само разлике у броју пописаних убијених лица и процене укупног броја убијених у Југославији (пописано је највише око 66%, или само око 39% убијених), показују да и у Јасеновцу није пописано од око 42.000 до око 160.00 убијених лица. Из тих чињеница следи, разумно је претпоставити да је укупни број убијених у Јасеновцу био између око 126.000 и 245.000 лица, а у том броју је (најмање) 83.145 пописаних + од око 42.000 до око 160.00 непописаних убијених лица. 
Процена да било је убијено вероватно између 100.000 и 200.000, или око 150.000 (али до ±33%) људских бића у логорима Јасеновца је последица поређења три чињенице о Јасеновачким логорима, а то су: непотпуни списак убијених у Јасеновцу (са више од 83.000 убијених), умањена процена броја жртава за целу Југославију (око 1 милион убијених) и ревидирани збир убијених (око 200.000 убијених) у злочинима које су описали сведоци Земаљској комисији Хрватске за утврђивање злочина окупатора и њихових помагача.

### Фалсификована умањења броја жртава
Пример како непотпуни спискови убијених (из 1964-65) могу послужити за прављење фалсификата дао је Фрањо Туђман. Oд 1965. године, oн је користио само једну чињеницу (непотпуни списак убијених), а без поређења са другим чињеницама (проценама броја непописаних убијених, изјаве сведока о броју убијених,...) правио је лажни приказ укупног броја убијених (фалсификат) и писао је да је у свим логорима у НДХ убијено око 60.000, а од тога у Јасеновцу око 40.000. У књизи „Беспућа повијесне збиљности“ покојни хрватски председник Фрањо Туђман тврдио је да је у Јасеновцу убијено 30.000 до 40.000 Срба, 30.000 Јевреја, као и 10.000 хрватских антифашиста.
Слично смањивање броја убијених у Јасеновцу применио је користећи "демографске процене" хрватски писац Владимира Жерјавића према коме у Јасеновцу је убијено око 83.000, или око 85.000 особа, Владимир Гајгер је написао и „Уједно је тешко отети се дојму да су све те бројке, Жерјавићеве од 40.000 до 50.000, 92.000 и 100.000 и Голдстеинова од 110.000, па и оне касније Жерјавићеве бројке од 83.000 и 85.000, одређене на темељу израчуна званога „одока”.
Слична умањења броја убијених даје и Пројекат Последња шанса за Хрватску Центра Симон Визентал наводећи да је најмањи број жртава 85.000.
Међу историчарима у Хрватској наставило се са покушајима да се непотпуни списак убијених састављен у Спомен подручју Јасеновац (у Хрватскаој) који садржи 83.145 убијених узме као главни, или једини извор за "процену" броја жртава. Тако остају грубе грешке и фалсификати, а код умеренијих таквих поступака неки хрватски историчари пишу да је у Јасеновцу убијено „између 80.000 и 100.000 људи“. 
Исто мишљење је делио и Славко Голдштајн, бивши председник Јеврејске заједнице Хрватске, који је мислио да је број убијених око 90.000.
Након распада Југославије у десничарским круговима у Хрватској се појавила тенденција упоређивања броја логораша убијених у Јасеновцу од стране усташа и усташа убијених у партизанској освети код Блајбурга. Критичари указују да се ради о историјском ревизионизму. Изјава бившег председника Месића („Треба рећи истину да ниједан погинули у Јасеновцу није крив ни за једног на Блајбургу, али су многи на Блајбургу криви за многе у Јасеновцу.”) изазвала је жестоке критике у ревизионистичким круговима.
Тенденцију умањивања броја убијених преузели су и неки истраживачки имеморијални центри ван Хрватске. Тако Израелски Јад-Вашем центар пише о десетинама хиљада жртава геноцида у логору Јасеновац, а то свакако спада у фалфификате.
Истраживачки институт Јасеновац, са седиштем у Њујорку, на свом веб-сајту у одељку о жртвама поставио је укупан попис југословенских жртава у Другом светском рату као жртве јасеновачких логора, што је изазвало бурна негодовања. На овом попису налазе се имена људи који су умрли у збеговима у Ел Шату и јужној Италији, погинули у партизанима као и они које су убили Немци, Италијани, партизани и четници, понекад и на кућном прагу, имена погинулих четника са подручја Југославије, имена погинулих усташа, погинулих од англо-америчких бомбардера.
Тенденција умањивања броја жртава присутна је и данас у десничарским круговима у Хрватској. Једна од новијих књига која се промовише у овим круговима је „Мит о Јасеновцу”, аутора Романа Лељака. У њој се износе тврдње да су у логору страдала свега 1.654 логораша. На интернету се овакве тезе промовишу на десничарским сајтовима, међу којима је и Википедија на хрватском језику, која је под контролом хрватске крајње деснице.

## Суђења за ратним злочинцима и њихове ликвидације
Многе усташе су по завршетку рата емигрирале, највише у Латинску Америку, укључујући и врховног поглавара Анту Павелића и пројектанта система логора Јасеновац Вјекослава Лубурића. Део емиграције је спречен операцијом Гвардијан, у којој су неки од заповедника логора Љубо Милош и Анте Врбан, као и поједини припадници Усташкe војницe заробљени и погубљени.
Заповедника логора Ивицу Матковића су Британци депортовали из Аустрије након чега је убрзо убијен са другим сарадницима фашиста, док се Доминиук Пићилију губи сваки траг након 1945. године. Још један од заповедника. Мирослав Филиповић, проглашен је кривим за ратне злочине, осуђен на смрт и обешен.
Лубурић је у емиграцији нађен мртав 1. априла 1969. године, а убиство догодило у време када је УДБА вршила атентате на водеће хрватске националистичке личности широм Европе и сумња је неизбежно пала на њих. Након што је Илија Станић, агент УДБА-е, објаснио околности убиства које је извршио, у интервјуу 2009. године је рекао да су Лубурића, ипак убили припадници Хрватског ослободилачкког покрета, терористичке организације настале од усташке емиграције, које је позвао Станић због Лубурићевих коментара о герилским активностима његовог оца.
Ефраим Зуроф, ловац на нацисте, имао је значајну улогу у хватању Динка Шакића, још једног заповедника, током 1990-их. Након притиска међународне заједнице на десничарског председника Фрању Туђмана, тражио је Шакићево изручење и суђено му је у Хрватској, са 78 година; оглашен је кривим за ратне злочине и злочине против човечности и изречена му је максимална казна од 20 година затвора. Према истраживачима људских права Ерику Стоверу, Виктору Пескину и Алекси Кенигу, то је био „најважнији домаћи покушај после хладног рата да се нацистички осумњичени за ратне злочине позове на кривичну одговорност у бившој источноевропској комунистичкој земљи“.

## Документарни филмови и изложбе везане за Јасеновац
О Јасеновцу и стварању НДХ снимљени су документарни филмови „Јасеновац“ (1966) Богдана Жижића, „Крв и пепео Јасеновца“ (1983) Лордана Зафрановића и „Госпа — краљица Хрвата“ (1992) Крста Шканате.
У згради Уједињених нација у Њујорку је у јануару 2018. године одржана изложба о Јасеновцу.

## Галерија
Велика масовна гробља су поименована по дрву. Велики део побијених није сахрањен на том месту, јер су бачени у Саву или леже код Градишке.
- Смерокази ка гробним пољима Тополе, Јасен, Храстови, Кошуте, Тишина
- Пут око спомен-парка гробља је полукружан
- Гробно поље Тополе
- Гробно поље Јасен
- Споменик Камени цвет у Спомен-подручју Јасеновац